# Großer Hahnstein
Der Große Hahnstein ist ein Berg und zugleich Felsen im Pfälzerwald.

## Geographie

### Lage
Der Berg befindet sich innerhalb des Wasgaus, wie das südliche Drittel des Pfälzerwaldes genannt wird. Die Westflanke gehört zur Ortsgemeinde Waldrohrbach und die Ostflanke zu Waldhambach. Nordwestlich erstreckt sich der 451,2 Meter hohe Kleine Hahnstein samt gleichnamigem Fels. Sein Name sowie die Bezeichnung Großer Hahnstein beziehen sich nicht auf die Höhe, sondern auf die Größe ihrer Felsen. Nordöstlich erstreckt sich der 522,3 Meter hohe Schletterberg
An seinem Südfuß verläuft der Kaiserbach und an seinem Ostfuß dessen linker Nebenfluss Wolfsbach.

### Naturräumliche Zuordnung
1. Großregion 1. Ordnung: Schichtstufenland beiderseits des Oberrheingrabens
2. Großregion 2. Ordnung: Pfälzisch-saarländisches Schichtstufenland
3. Großregion 3. Ordnung: Pfälzerwald
4. Region 4. Ordnung (Haupteinheit): Wasgau
5. Region 5. Ordnung: Trifelsland

## Natur
Der gleichnamige Buntsandsteinfelsen – innerhalb der Waldrohrbacher Gemarkung gelegen – auf dem Gipfel ist als Naturdenkmal unter der Kennung ND-7337-245 ausgewiesen. Er wird von Kletterern frequentiert.

## Verkehr
Entlang seines Südfußes verläuft die Bundesstraße 48.